# Bettina Hauenschild
Bettina Hauenschild (* 16. Juli 1964 in Stade) ist eine deutsche Schauspielerin. Bekannt wurde sie durch ihre Rolle als Anke Ritter in der Krimiserie Bella Block, die sie von 2000 bis 2004 in insgesamt neun Episoden spielte, sowie Das merkwürdige Verhalten geschlechtsreifer Großstädter zur Paarungszeit von 1998.

## Leben
Hauenschild wuchs in Stade auf.
Seit 1991 ist Hauenschild als Film- und Theaterschauspielerin tätig. Von 2009 bis 2013 absolvierte Hauenschild eine Ausbildung zur Heilpraktikerin und betrieb von 2014 bis 2018 eine eigene Naturheilkundepraxis in München. Ihr Interesse für die Heilpflanzen entwickelte sich bereits früh in ihrer Kindheit auf dem großelterlichen Bauernhof in der Nähe von Bad Hersfeld. Nachdem Hauenschild in München lebte bezog sie seit dem 1. Mai 2018 mit dem Regisseur Otto Kukla das Wasserschloss Nassenerfurth bei Borken.

## Theaterschauspielerin
- 1991 spielte sie in Werner Schwabs Welturaufführung Volksvernichtung am Werkraumtheater der Münchner Kammerspiele unter Regie von Christian Stückl.
- In Robert Wilsons Der Mond im Gras stelle sie 1994 ein Marionettenkind an den Münchner Kammerspielen dar.
- 1996 stand sie mit Bruno Ganz  in Botho Strauß’ Ithaka als eine der „drei fragmentarischen Frauen“ auf der Bühne der Münchner Kammerspiele. Regie führte Dieter Dorn.
- In Roland Schimmelpfennigs Stück Vor langer Zeit im Mai, bearbeitet von Dieter Dorn, spielte sie 2001 am Theater im Münchner Haus der Kunst.
- 2002 gab sie am Münchner Residenztheater die Rodogune in einer Inszenierung von Elmar Goerden nach Pierre Corneille.
- 2016 spielte sie am Theater in der Josefstadt in Elmar Goerdens Inszenierung Die Verdammten nach dem Kinoklassiker von Luchino Visconti die Rolle der Freifrau Raphael von Bargen.
- 2017 und 2018 war sie bei den Bad Hersfelder Festspielen engagiert. Sie wirkte 2017 in Dieter Wedels Luther-Uraufführung mit und spielte 2018 in dem Theaterstück Shakespeare in Love.

## Synchronsprecherin, Moderatorin, Drehbuchautorin und Kamerafrau
Hauenschild ist zudem als Synchronsprecherin, Radiomoderatorin, Drehbuchautorin und Kamerafrau tätig.
Sie publiziert als Bloggerin und Autorin und unterhält den Blog krautundueben.

## Veröffentlichungen
- 2017: Die Sprache der Pflanzen und ihre Heilwirkung.[5]

## Filmografie (Auswahl)
- 1991: I Know the Way to the Hofbrauhaus
- 1993: Ein Sommertagstraum
- 1993: Ich bin da, ich bin da
- 1995: Unter Druck
- 1996: Happy Video
- 1997: Die Stunden vor dem Morgengrauen
- 1997: Und plötzlich war alles anders
- 1998: Das merkwürdige Verhalten geschlechtsreifer Großstädter zur Paarungszeit
- 1998: Eine ungehorsame Frau
- 1998: Weißblaue Wintergeschichten
- 1999: Der Elefant in meinem Bett
- 2000: Die Kommissarin – Herzschuss
- 2000: Zwei vom Blitz getroffen
- 2000–2004: Bella Block
- 2001: Mein Papa mit der kalten Schnauze
- 2002: Im Namen des Gesetzes
- 2002–2005: Nikola
- 2003: In aller Freundschaft
- 2005: Mathilde liebt
- 2005: Der Bergpfarrer 2 – Heimweh nach Hohenau
- 2005: Der Bulle von Tölz – Ein erstklassiges Begräbnis
- 2006: Tatort – Der schwedische Freund
- 2006: Unter den Linden – Das Haus Gravenhorst
- 2007: Die Familienanwältin
- 2007: Rumpelstilzchen
- 2009: SOKO München
- 2010: Mit Herz und Handschellen
- 2010: Rosannas Tochter
- 2011: Ausgerechnet Sex!
- 2012: Der Alte – Blinder Hass
- 2012–2013: Die Rosenheim-Cops
- 2013: Alles Klara
- 2013: Unter Verdacht – Türkische Früchtchen
- 2015: München 7
- 2016: Lena Lorenz
- 2017: MorbiD
- 2018: SOKO Stuttgart (Späte Rache , 1. Teil)

## Auszeichnungen
1991 erhielt Hauenschild den Bayerischen Fernsehpreis als beste Nachwuchsschauspielerin.